# Уразалиева, Мукаддас Уктамовна
Мукаддас Уктамовна Уразалиева (20 февраля 1974, Джизакская область, Узбекская ССР) — узбекский врач и политический деятель, депутат Законодательной палаты Олий Мажлиса Республики Узбекистан IV созыва. Член Народно-демократической партии Узбекистана.

## Биография
Мукаддас Уразалиева окончила Ташкентский педиатрический медицинский институт. В 2020 году избрана в Законодательную палату Олий Мажлиса Республики Узбекистан IV созыва, а также назначена на должность члена Комитета по вопросам науки, образования, культуры и спорта Законодательной палаты Олий Мажлиса Республики Узбекистан.
В 2024 году награждена орденом «Дустлик».